# Николай Пържевалски
Николай Михайлович Пържевалски (на руски: Николай Михайлович Пржевальский) е руски пътешественик, географ, изследовател на Централна Азия, генерал-майор. Действителен член на Руското географско дружество (1864), почетен член на Руската академия на науките (1878).

## Произход и ранни години (1839 – 1867)
Роден е на 31 март 1839 година (стар стил) в с. Кимборово, Смоленска губерния, Руска империя, в семейство на дребен помешчик, принадлежал към беларуски шляхтски род. Негов племенник е журналистът и революционер Ромуалд Пържевалски.
През 1855 г. завършва гимназия в Смоленск и постъпва в юнкерско училище в Москва. След завършването му служи в пехотни полкове в Рязан и Полоцк. Между 1861 и 1863 г. е слушател във Военната академия на Генералния щаб. По време на пребиваването му в Академията се появяват и първите му съчинения – „Воспоминания охотника“ и „Военно-статистическое обозрение Приамурского края“
След завършването на Академията е избран за действителен член на Руското географско дружество и заминава като доброволец в Полша за участие в потушаването на Полското въстание от 1864 г. От 1864 до 1867 г. живее в Полша и преподава история и география в юнкерското училище във Варшава. През този период активно изучава епопеята по откриването и изследването на Африка, учи зоология и ботаника, съставя учебник по география.

## Ескпедиционна и научноизследователска дейност (1867 – 1888)
За период от 21 години Пържевалски извършва 5 експедиции, които продължават почти 11 години. По време на петте експедиции са изминати 33 268 км път в по-малко изследвани и почти неизследвани територии.

### Експедиция в Усурийския край (1867 – 1869)
През 1867 г. в Петербург Пържевалски се среща с известния руски географ Пьотър Семьонов-Тяншански. Тази среща определя целия му последващ 20-годишен живот. През същата тази година с благословията и съдействието на Семьонов-Тяншански е командирован в Източна Азия и предприема първото си пътешествие.
От 26 май 1867 до 13 август 1869 г. извършва експедиция в Усурийския край, като изследва природата в басейна на реките Усури и Сучан, езерото Ханка и няколко пъти пресича планината Сихоте Алин. През пролетта участва в усмиряването и ликвидирането на разбойничеството в Манчжурия, за което е назначен за адютант в щаба на войските в Приморския край.
С лодка се изкачва от Хабаровск по река Усури и достига до езерото Ханка, което изследва. От там на коне се отправя на юг и след като стига до река Суйфун при Усурийск, отново с лодка се спуска до Японско море. Отива до залива Посет и изследва района около него. След това предприема продължително и тежко пътешествие по крайбрежието на Японско море на север до залива Олга. От там се изкачва се по долината на река Тадуши, пресича Сихоте Алин и по Усури се спуска до устието на десния ѝ приток – Голяма Усурка (Иман), където провежда зимуване. От ранната пролет на 1868 до лятото на 1869 г. извършва комплексни географски изследвания на езерото Ханка.

### Първа (Монголска) експедиция (1870 – 1873)
Експедицията е организирана от Руското географско дружество и се състои само от четирима души – Пържевалски, Михаил Александрович Пилцов и двама войници. На 29 ноември 1870 г. тръгва от Кяхта и през Улан Батор и пустинята Гоби стига в Пекин и установява, че Гоби е падина, а релефът ѝ е доста по-сложен, а не какъвто се е предполагало преди това.
От Пекин в началото на 1871 г. продължава на север към езерото Далайнор (1100 км2, 43°17′ с. ш. 116°38′ и. д. / 43.283333° с. ш. 116.633333° и. д.), което подробно картира. През лятото продължава на югозапад към Боатоу (на река Хуанхъ, на 110º и.д.). Пресича платото Ордос в югозападно направление и открива пустинята Кузупчи. На 40° с.ш. пресича Хуанхъ и югоизточната част на пустинята Алашан и между нея и Хуанхъ изследва меридионалния хребет Хълан. Поради приближаващата зима и заболяването на Пилцов, те са принудени да се върнат обратно. На север от големия завой на Хуанхъ изследва и проследява по цялата му дължина (300 км) хребет Ланшан (Хара Нарин, 2109 м) и на изток от него открива друг хребет, по-малък и по-нисък – Шейтен Ула (2110 м). Групата зимува в Чжанцзякоу, като двамата войници са сменени от други двама, един от които е бурятът Дондок Иринчинов, който съпровожда Пържевалски във всичките му останали пътешествия.
През пролетта на 1872 г. по същия път Пържевалски достига до южната част на пустинята Алашан и югозападно от нея навлиза в източната част на планината Наншан. Там в югоизточната част на планината открива три мощни хребета – Момошан (Маомаошан, 2668 м), Малиншан (Ленлунлин, 5243 м) и Циншилин (5230 м). След като пребивава там около две седмици, достига на юг до езерото Кукунор (4200 км2) и изследва северозападния бряг. Пресича открития от него Южно-Кукунорски хребет и пръв прониква в югоизточната част на заблатената и засолена Цайдамска котловина. От Дзун (36°18′ с. ш. 98°05′ и. д. / 36.3° с. ш. 98.083333° и. д.) продължава на югозапад, на 36º с.ш. открива хребета Бурхан Буда (до 5200 м), заграждащ от югоизток котловината. Зад него, на юг и югозапад, открива хребетите Шурган Ула и Баян Хара Ула (5445 м), а на запад от последния – източната част на хребета Кукушили (до 6000 м). По този начин Пържевалски става първият европеец, който прониква в горните течения на Яндзъ и Хуанхъ и установява, че Баян Хара Ула е вододел между тях.
В тези диви, високопланински райони пътешествениците посрещат новата 1873 г. Продуктите им са на привършване, настъпват силни студове, дрехите са изпокъсани, обувките също. Дългото пребиваване на голяма надморска височина също оказва влияние върху здравето им. В края на зимата на 1873 г. Пържевалски се връща по същия път до Дзун, посреща пролетта на езерото Кукунор, а след това се завръща в пустинята Алашан. През лятото, при много високи температури, продължава право на север, покрай западните склонове на хребета Хълан и пресича пустинята, при което едва не умират от жажда. Малкият отряд пресича западната част на хребета Хара Нарин (Ланшан) и преминава през източната част на пустинята Гоби, където открива хребета Хурх Ула (1763 м, най-югоизточната част на Гобийски Алтай) и на 21 октомври 1873 г. се завръща в Кяхта.
По пустините и планините на Монголия и Китай Пържевалски преминава над 11 800 км, като извършва маршрутно картиране на около 2700 км в мащаб 10 версти на 1 дюйм. Научните резултати от експедицията се огромни и поразяват съвременниците му. Той дава подробно описание на пустините Гоби, Ордос и Алашан, високопланинските райони на Североизточен Тибет и котловината Цайдам (открита от него), първи нанася на картата на Централна Азия над 20 хребета, седем големи и редица малки езера.

### Втора (Лобнорско-Джунгарийска) експедиция (1876 – 1877)
През юли 1876 г. пристига в Кулджа (43°55′ с. ш. 81°19′ и. д. / 43.916667° с. ш. 81.316667° и. д.) заедно с помощника си Фьодор Леонтиевич Еклон и на 24 август започва изкачване по долината на река Или и по притока ѝ Кунгес. като пресича от север на юг Източен Тяншан. Пържевалски доказва, че тази планинска система в средната си част се разделя на отделни хребети. В горното течение на Хайдък Гол (вливаща се в езерото Баграшкьол), между хребетите открива две високи плата – Их Юлдус и Бага Юлдус. На юг от езерото Баграшкьол пресича западната част на безводния и обезлесен хребет Куруктаг (2809 м) и правилно го определя като последната, най-източна част на Тяншан. Слиза от планината и навлиза в долното течение на река Тарим, като ѝ прави първото описание и картиране. Открива северния ръкав от делтата ѝ – река Инчикедаря. Продължава на юг, пресича източната част на пустинята Такламакан и достига до оазиса Чарклик, разположен в долното течение на река Черчен. Южно от оазиса открива изправящия се като стена южно от Такламакан хребет Алтънтаг (6161 м) и от 26 декември 1876 до 5 февруари 1877 г. изследва северния му склон на 300 км източно от Чарклик. Той установява, че южно от хребета се простира Тибетското плато, като по този начин премества границата му на 300 км на север, от 36° на 39° с.ш.
През февруари 1877 г. достига до езерото Лобнор, като извършва първото научно изследване на самото езеро и басейна му. Изследванията му показват, че езерото се намира много по на юг, отколкото е показано на съществуващите тогава китайски карти, и това различие води до спорове дали Пържевалски е изследвал Лобнор или някое друго езеро. Истината е тази, че и Пържевалски е прав, и китайските карти също са верни. Лобнор е блуждаещо езеро в зависимост от положението на реките, снабдяващи го с вода.
На изток от езерото Пържевалски открива пустинята Кумтаг. Оттам се завръща в Кулджа и отива в Зайсан, откъдето извършва поход на югоизток до оазиса Гучен (44°01′ с. ш. 89°35′ и. д. / 44.016667° с. ш. 89.583333° и. д.), като минава през пустинята Дзосотин-Елисун и на 15 юли 1877 г. се завръща обратно в Зайсан.
По време на това си пътешествие изминава над 4 хил. км. Избухналата война в Западен Китай, изострянето на отношенията между Русия и Китай и, накрая, заболяването му са причина за бързото приключване на експедицията. Въпреки това по време на пътешествието извършва две големи географски открития – долното течение на река Тарим с група езера и хребета Алтънтаг. Тези му достижения видният познавач на Китай, германският географ Фердинанд фон Рихтхофен справедливо ги нарича „велики открития“.

### Трета (Първа Тибетска) експедиция (1879 – 1880)
На 2 април 1879 г. тръгва от Зайсан на югоизток с 13 души, преминава край езерото Улюнгур и се изкачва по река Урунгу до горното ѝ течение. Оттам продължава на юг-югоизток, пресича пустинята Джунгарска Гоби, като правилно определя размерите ѝ, преминава край езерото Баркьол и достига оазиса Хами (42°49′ с. ш. 93°31′ и. д. / 42.816667° с. ш. 93.516667° и. д.), разположен в югозападното подножие на хребета Карлъктаг. Отправя се на юг-югоизток, пресича източната част на пустинята Гашунска Гоби и достига долното течение на река Данхъ (ляв приток на Сулехъ). На юг от Данхъ открива големия, вечнозаснежен хребет Улан Дабан (Хумболт, 250 км, 4932 м). Преминава през прохода Тангин (Данцзин, 3519 м), спуска се в равнината Съртъм, пресича я от север на юг и на юг от нея открива хребета Ритер (Дакен Дабан, около 200 км, върхове над 5000 м). Пресича го, пресича и два други малки хребета, спуска се в котловината Цайдам и стига до Дзун (36°18′ с. ш. 98°05′ и. д. / 36.3° с. ш. 98.083333° и. д.).
Оттам се движи на югозапад и изяснява, че в тази си част планината Кунлун има паралелно направление и се състои от две, а понякога и от три паралелни вериги (ширина от 64 до 96 км), имащи различни названия в различните си части. В тази част на планината открива хребетите: на 36º с.ш., между 94º и 96º и.д. – Сасун Ула и западната част на Бурхан Буда; малко по-на юг, между 91º – 96º и.д. – Бокалъктаг (Марко Поло, 6300 м). На юг от хребета Бокалъктаг открива хребета Дунгбура Ула (5800 м), който се простира покрай левия бряг на река Улан Мурен (най-горното течение на Яндзъ) между 92 – 94º и.д. и 34º 30`с.ш.
С придвижването си на юг Пържевалски навлиза в североизточните части на Тибет. На 32º с.ш. открива източната част на хребета Ниенчен-Тангла (7088 м), а преди това, на 33ºс.ш. – хребета Тангла (6096 м), явяващ се вододел между реките Улан Мурен и Нагчу (най-горното течение на река Салуин). По този начин Пържевалски намира пътя към забранения град Лхаса и се намира само на 300 км от него, но е принуден да се върне обратно: в Лхаса се разпространява слух, че руски отряд идва с цел да похити Далай Лама. По същия път през горното течение на Яндзъ се връща обратно в Дзун. Оттам завива към езерото Кукунор и южно от него, на 36° с. ш. 100° и. д. / 36° с. ш. 100° и. д., първи изследва горното течение на Хуанхъ на протежение около 250 км. На югозапад от езерото открива планината Бахуншан (5150 м, най-висока в хребета Семьонов, зад нея – хребета Угуту Ула, а на юг от езерото – късия хребет Джупар.
Оттам Пържевалски отново се връща в Дзун и през пустините Алашан и Гоби през 1880 г. се завръща в Кяхта. По време на това си пътешествие той преминава около 80 хил. км и извършва маршрутно заснемане на над 4 хил. км през съвършено неизследвани от европейците райони в Централна Азия. Помощникът му Всеволод Иванович Роборовски събира огромна ботаническа колекция: около 12 хил. екземпляра растения от 1500 вида.

### Четвърта (Втора Тибетска) експедиция (1883 – 1885)
На 3 ноември 1883 г. тръгва от Кяхта с 21 души, като освен Роборовски взима за помощник 20-годишния Пьотър Кузмич Козлов, който впоследствие става виден изследовател на Централна Азия. Експедицията се движи на юг през Гоби, Алашан, Наншан и Цайдам към изворите на Хуанхъ и Яндзъ и през май 1884 пристига в Дзун. На юг от хребетите Бурхан Буда и Шурган Ула Пържевалски открива безплодно солончаково хълмисто плато, продължаващо на югоизток. На платото пасат огромни стада диви якове, кулани, антилопи и други копитни. Оттам продължава на изток и на 17 май 1884 г. открива богатата на блата, извори и малки езера междупланинска котловина Одонтала. По котловината текат малки рекички, стичащи се от съседните височини. Всички тези рекички се сливат в два главни потока, които се съединяват в североизточния ъгъл на Отонтала и дават началото на река Хуанхъ. Хубавото време, радващо пътешествениците в течение на няколко дни, изведнъж се сменя със силна виелица, а на сутринта температурата се понижава до -23 °С. Два дена чакат да се стопи снегът и след това отрядът тръгва на юг, преминават през незабележимия вододел между изворите на Хуанхъ и Яндзъ (хребета Баян Хара Ула) и се озовава във високопланинска страна. След като изследва неголям участък от горното течение на Яндзъ, Прежевалски решава да не губи време за достигане до Лхаса и тръгва обратно. По време на завръщането си, източно от Одонтала открива езерата Джарин Нур (600 км2) и Орин Нур, през които протича Хуанхъ.
Оттам се връща обратно до Цайдамската котловина и продължава на запад през южните ѝ части. На югозапад от нея открива тесния, но мощен хребет Чиментаг, като по този начин, почти напълно очертава контура на огромната (над 100 хил. км2) Цайдамска котловина. Пресича Чиментаг и северозападната част на открития от него хребет Каякдъктаг и излиза на голямата и широкоравнинна Култала. Далече на юг пред погледа на пътешествениците се открива гигантски хребет с паралелно простиране, който назовават Аркатаг (Пържевалски, дължина около 650 км, с връх Шапката на Мономаха 7723 м). Връща се обратно към северния склон на Чиментаг и преминава през „Долината на ветровете“ (долината на река Юсупалик) на запад. На север от нея се простира хребетът Актаг, а на юг – Каякдъктаг и откритият от него хребет Ачиккьолтаг (Московски). На север от долината, на 38º с.ш. открива хребетите Юсупалъктаг (6161 м) и Караватаг. На южния склон на хребета Каякдъктаг на височина 3867 м открива езерото Аягкумкьол, откъдето завива на север и през пролетта на 1885 г. се спуска до езерото Лобнор.
В началото на април 1885 г. се изкачва по долината на река Черчен до оазиса Черчен, завива на юг и открива Руския хребет (6626 м) и го проследява на запад по цялата му дължина (около 400 км) до оазиса Керия. На юг от оазиса, на 23 юли открива късия, но мощен хребет Музтаг (7282 м). Експедицията преминава през оазиса Хотан, пресича в северно направление западната част на пустинята Такламакан и Централен Тяншан и на 29 октомври 1885 достига до езерото Исък Кул.

## Научни заслуги и смърт (1885 – 1888)
Пържевалски изработва ефективна технология за полева изследователска работа и техника за безопасност при експедиционни изследвания, които излага в своите трудове. В сложните и продължителни експедиции, които ръководи Пържевалски, не загива нито един човек – феноменално явление в историята на световните географски изследвания. В състава на всичките му експедиции участват само хора, които са на служба в Руската армия, което обезпечава желязната дисциплина, сплотеността и отличната бойна подготовка на експедиционните отряди. Нито един пътешественик преди и след него не преминава такова огромно разстояние пеша – над 33 хил. км. Мечтата на Пържевалски да посети духовния център на будизма Лхаса не се сбъдва. Британската дипломация, уплашена от размаха на неговите изследвания, използва влиянието си след китайските власти и не му позволява да посети града, макар че по време на Първата си тибетска експедиция през 1880 г. е само на 250 версти от свещения град.
Най-големите заслуги на Пържевалски са географското и естествено-историческото изследване на системата на Кунлун, хребетите на Северен Тибет, басейна на езерата Лобнор и Кукунор и изворите на Хуанхъ. освен това той открива редица нови, неизвестни на науката животни: дива камила, конят на Пържевалски, тибетската мечка и редица нови видове млекопитаещи. Събира огромно количество зооложки (5010 птици, 1200 влечуги, 643 риби) и ботанически (15 – 16 хил. вида растения) колекции. Различни академични и научни дружества по света награждават Пържевалски за неговия труд с медали и други награди.
Изследванията на Пржевалски ознаменуват нов етап в изучаването на Централна Азия, който е продължен от неговите ученици и последователи Михаил Певцов, Григорий Потанин, Всеволод Роборовски, Григорий Ефимович Грум-Гржимайло, Владимир Обручев и други.
Скоропостижна смърт прекъсва неговото пето по ред пътешествие в Централна Азия. Умира в Каракол, на езерото Исък Кул, на 20 октомври 1888 година (стар стил) от коремен тиф на 49-годишна възраст. Погребан е по негово собствено желание на брега на езерото, където сега има паметник и мавзолей.

## Памет
Неговото име носят:
- ледник Пржевалски, в Антарктида;
- ледник Пржевалски, в планината Монголски Алтай, Монголия;
- нос Пржевалски, в Аляска;
- нос Пржевалски (45°07′ с. ш. 147°30′ и. д. / 45.116667° с. ш. 147.5° и. д.), на западния бряг на остров Итуруп, в Курилските о-ви;
- п-ов Пржевалски (45°06′ с. ш. 147°31′ и. д. / 45.1° с. ш. 147.516667° и. д.), на западния бряг на остров Итуруп, в Курилските о-ви;
- селище от градски тип Пржевалское (55°30′ с. ш. 31°51′ и. д. / 55.5° с. ш. 31.85° и. д.), в Смоленска област, Русия;
- улица „Николай Пржевалски“ в Иркутск, Красноярск, Москва, Новосибирск, Саранск, и Твер;
- хребет Пржевалски (Аркатаг, 36°25′ с. ш. 87°23′ и. д. / 36.416667° с. ш. 87.383333° и. д.) в планината Кунлун, Китай;
- няколко вида животни и растения са кръстени на неговото име, открити по време на експедициите му.

## Съчинения
- „Путешествие в уссурийском крае“, 1867 – 1869 /1870, 1947/;
- „Монголия и страна тангутов. Трехлетнее путешествие в Восточной нагорной Азии“ /т. 1 – 2, 1875 – 76, 1946/;
- „От Кульджи за Тянь-Шань и на Лоб-Нор“ /1877, 1947/;
- „Из Зайсана через Хами в Тибет и на верховья Желтой реки“ /1883, 1948/;
- „От Кяхты на истоки Желтой реки. Исследование северной окраиной Тибета и путь через Лоб-Нор по басейну Тарима“ /1888, 1948/.